# Десницький Петро Павлович
Петро Павлович Десницький (рос. Пётр Павлович Десницкий; 13 липня 1911 — 19 вересня 1993) — радянський військовий льотчик, майор. Герой Радянського Союзу (1936).

## Життєпис
Народився в селі Новеньке, нині Івнянського району Бєлгородської області, в селянській родині. Росіянин. Закінчив 9 класів і школу ФЗУ.
До лав РСЧА призваний 1933 року. Закінчив школу молодших авіаційних спеціалістів.
Як доброволець, брав участь у бойових діях під час Громадянської війни в Іспанії.
Особливо стрілець-радист окремої важкої бомбардувальної ескадрильї молодший комзвводу П. П. Десницький відзначився 30 жовтня 1936 року при виконанні бойового завдання поблизу Мадрида. Його літак був атакований п'ятьма винищувачами супротивника. Будучи пораненим у повітряному бою, продовжував вести вогонь з кулемета і збив один ворожий літак.
Важливі дати.
- Член ВКП(б) з 1939 року.
- У 1941 році закінчив Військово-повітряну академію, у 1942 році — курси удосконалення командного складу (КУКС) при тій же академії.
- На фронтах німецько-радянської війни з 1943 року.
- У 1948 році майор П. П. Десницький вийшов у запас. Мешкав у селищі міського типу Івня Бєлгородської області.
- У 1980-х роках переїхав до родичів у місто Желєзнодорожний (нині в межах міста Балашиха) Московської області, де й помер. Похований на Пуршевському кладовищі.

## Нагороди
- Указом ЦВК СРСР від 31 грудня 1936 року за мужність і героїзм, виявлені при виконанні військового обов'язку, молодшому комвзводу Десницькому Петру Павловичу присвоєне звання Героя Радянського Союзу.
- Після встановлення знаку особливої відзнаки, 4 листопада 1939 року йому було вручено медаль «Золота Зірка» (№ 28).
- Нагороджений орденами Леніна (31.12.1936), Вітчизняної війни 1-го ступеня (11.03.1985) і медалями.

## Вшанування пам'яті
Ім'ям Петра Десницького названо одну з вулиць смт Івня. На фасаді будинку, в якому він мешкав, встановлено меморіальну дошку.